# فريدريك فولر راسل
فريدريك فولر راسل (بالإنجليزية: Frederick Fuller Russell)‏‏ (1870 - 29 ديسمبر 1960) عملَ طبيبًا للقوات البرية للولايات المتحدة وقد أتقنَ لقاح التيفوئيد عام 1909. عام 1911، نُفذَ برنامج تلقيح التيفوئيد لِتحصين الجيش الأمريكي بالكامل، وكنتيجةٍ مُباشرة لأبحاثه، كان الجيش الأمريكي أول جيش يقوم بوضع التطعيم كوقاية ضد حمى التيفوئيد، وحسب مقياس 1911 يُعتبر التيفوئيد أكثر سببًا للمرض والوفيات بين عساكر الجيش الأمريكي. حصل على ميدالية بوكانان عام 1937 لعمله المُتعلق بمشاكلِ الصحة العامة في أجزاء كثيرة من العالم، وذلك نيابةً عن قسم الصحة الدولية التابع لمؤسسة روكفيلر.

## التعليم
بعد تخرجه من جامعة كورنيل عام 1891، حصل راسل على درجة الدكتوراه في الطب من جامعة كولومبيا عام 1893 ودرجة الدكتوراه في العلوم من جامعة جورج واشنطن عام 1917. وفي عام 1898 كُلف برتبة ملازم أول في السلك الطبي للجيش الأمريكي.

## الأبحاث والعمل
خلال فترة عمله كضابط في هيئة الخدمات الطبية، بدأ راسل أبحاثه في تطعيم الجنود ضد التيفوئيد. في عام 1908،أرسل الجراح العام أوريلي راسل إلى إنجلترا لمراقبة عمل السير ألمروث رايت، الأستاذ في كلية الطب للجيش الملكي، والذي كان يجري تجارب على طريقة للوقاية من خلال زراعة خلايا التيفوئيد المقتولة للتحصين ضد المرض. عند عودة راسل قدم تقريرًا عن بحث رايت، والذي اعتبره أوريلي "أطروحة قيمة للغاية حول وبائيات هذا المرض". أجرى تجارب في المتحف الطبي للجيش لمقارنة فعالية كل من اللقاح الذي يجري إعطاؤه عن طريق الفم واللقاح الذي يتم حقنه. قام بتعبئة اللقاح في جرعة واحدة صغيرة باستخدام أمبولات زجاجية صغيرة، والتي على عكس القوارير سعة لتر واحد المستخدمة في المملكة المتحدة، ضمنت قتل جميع الخلايا الحية الدقيقة المسببة للتيفوئيد.